# Артьом Сергеев
Артьом Фьодорович Сергеев (5 март 1921 г., Москва – 15 януари 2008 г., Москва) е съветски военен, генерал-майор от артилерията, един от основателите на зенитно-ракетните войски на СССР и участник във Великата отечествена война. Той е роден в семейството на революционера Ф. А. Сергеев (известен като „другарят Артьом“), а след смъртта на баща си през 1921 г. е отгледан в семейството на Йосиф Сталин.

## Биография

### Ранни години
Роден на 5 март 1921 г. в Москва. Баща му, революционерът Фьодор Андреевич Сергеев, известен с нелегалния прякор „Артьом“, е основател на Донецко-Криворожката съветска република и загива на 24 юли 1921 г. при влакова катастрофа. Майка му, Елизавета Львовна Репелская, е участничка в революционните събития в Харков, след смъртта на съпруга си е главен лекар на създадения от нея противотуберкулозен санаториум близо до Налчик, председател на регионалния здравен отдел на Кабардино-Балкария, заместник-директор на самолетен завод, директор на текстилна фабрика и началник на медицинското отделение на болниците.
Артьом израства и е отгледан в семейството на Сталин от едногодишна възраст до заминаването си в армията и подобно на другите деца, е близък приятел на сина му Василий Сталин.
Според мемоарите на Артьом Фьодорович жилищните помещения на съветското ръководство в Кремъл са били „голям комунален апартамент“, състоящ се от апартамент с обща кухня, в който всичко е било държавна собственост. Наблизо живеят партийни работници и обикновени работници от обслужващия персонал на Кремъл. От 1923 до 1927 г. децата (Артьом Сергеев, Василий Сталин, Татяна и Тимур Фрунзе) са отглеждани в сиропиталище, където 25 деца на съветски лидери и същия брой деца на улицата живеят като равни. Заплатите в Кремъл не надвишават т. нар. партиен максимум; партийните работници имат право на обяд на половин цена в столовата и храна за вечеря с купоните си за храна.

### Началото на военна кариера
През 1938 г., след завършване на 10 класа на 2-ро московско специално артилерийско училище, той започва служба в Червената армия. Той е редник, младши командир (сержант) и старшина. Постъпва във 2-ро ленинградско артилерийско училище и го завършва през 1940 г. като лейтенант. През октомври същата година е назначен за командир на взвод на 13-ти артилерийски полк от 1-ва мотострелкова дивизия.

### По време на Великата отечествена война
За първи път участва в бойни действия на 26 юни 1941 г. като командир на взвод от 152-мм гаубици М 10, модел 1938 г., след това командва артилерийска батарея, а след това става командир на стрелкова рота в 175-и стрелков полк от същата 1-ва мотострелкова дивизия. През лятото на същата година е заловен от германците, откъдето успява да избяга от екзекуция. След това е в партизанския отряд на Алексей Флегонтов, след като е ранен, заедно с петима другари преминава фронтовата линия. До декември 1941 г. той се възстановява от раните си, след което се завръща в своя 13-и артилерийски полк, който става 35-и гвардейски полк. Заемал е длъжностите началник на дивизионно разузнаване, командир на батарея, след това командир на дивизия, ранен е два пъти, след което е изпратен за допълнително лечение и за 3 месеца във Висшето офицерско артилерийско училище в град Семьонов, където завършва курс за командири на артилерийски дивизии и началници на щабове на артилерийски полкове. През декември 1942 г. е назначен за началник на щаба на 266-и армейски артилерийски полк на РГК, а през април 1943 г. е назначен за заместник-командир на полка по бойните операции. От 20 май до октомври 1943 г. той изпълнява задълженията на командира на полка В. И. Чекалов, който е заминал за лечение. През юни 1943 г. полкът е преобразуван в 211-и гвардейски армейски артилерийски полк на РГК. През декември 1943 г. Сергеев е назначен за командир на 554-ти армейски артилерийски полк на РГК; През април 1944 г. той е ранен отново. От юли до октомври 1944 г. той командва 156-и гвардейски артилерийски полк на 77-а гвардейска стрелкова дивизия. От октомври до декември 1944 г. той командва 118-а тежка гаубична артилерийска бригада от 6-а пробивна артилерийска дивизия. През януари 1945 г. е назначен за заместник-командир на 140-а армейска артилерийска бригада.
Участник в отбраната на Сталинград, битката за Днепър, боевете в Източна Прусия, Унгария, Германия. Общо той е раняван 24 пъти, от които два пъти по-сериозно. След първото си нараняване, удар с щик в стомаха, Сергеев е лекуван от известния хирург Александър Вишневски, а по-късно е отрязана и счупената ръка, която е лекувана от самия Александър Бакулев. Той завършва войната на 12 май 1945 г. като заместник-командир на 140-а армейска артилерийска бригада, подполковник и носител на пет ордена и няколко медала.

## Професионално развитие
След войната той служи като командир на полк, който е разположен в Унгария. През август 1945 г. е изпратен в Москва, в Артилерийската академия „Ф. Е. Дзержински“, където се чувства недоверчив. Както се оказва по-късно, Сталин поискал от преподавателите в академията да бъдат по-строги, за което Артьом Федорович пише в мемоарите си. След завършване на обучението си през 1951 г., той командва 34-та артилерийска бригада на Карпатския военен окръг в продължение на една година. След това е записан във Висшата военна академия „К. Е. Ворошилов“ (Академия на Генералния щаб), която завършва през 1954 г.

## Служба във войските за противовъздушна отбрана
След завършване на академията е служил на командни длъжности. Началник на щаба и заместник-командир на 10-и и 17-и корпус със специално предназначение (1956 – 1960), командир на 9-а дивизия на противовъздушната отбрана (1960 – 1965), заместник-командир на 1-ва армия със специално предназначение на противовъздушната отбрана, заместник-главен инспектор по противовъздушната отбрана на Варшавския договор.

## Последни години
Пенсионира се през 1981 г. с чин генерал-майор от артилерията.